# Râul Coacăza
Râul Coacăza este un curs de apă, afluent al râului Tazlăul Sărat. 